# Gözli-Ata-Mausoleum
Koordinaten: 40° 20′ 3″ N, 54° 29′ 25″ O
Das Gözli-Ata-Mausoleum ist eine der wichtigsten Pilgerstätten in Turkmenistan. Es befindet sich in der Karakum-Wüste und ist dem Sufi Gözli Ata gewidmet.

## Lage
Das Mausoleum liegt im Norden der Stadt Balkanabat in der turkmenischen Provinz Balkan welaýaty im Westen des Landes. Der Ort ist am besten mit dem Auto von Balkanabat aus erreichbar und liegt abgelegen in der Wüste Karakum. Die Umgebung des Mausoleums ist geprägt von Kalksteinformationen in verschiedensten Abstufungen von Rot. Im Nordosten des Mausoleums liegt mit der Yangykala-Schlucht eine weitere Touristenattraktion der Region.

## Aufbau
Das Mausoleum ist ein Ziegelbau mit zwei weißen Kuppeln als Dachkonstruktion. Der Haupteingang des Mausoleums ist in Form eines Pischtaks gestaltet, die übrigen Seiten des Gebäudes bilden Ziegelwände mit einigen Ornamenten. Im Inneren des Gebäudes befindet sich das Grab des Sufis Gözli Ata, wobei der Sarg außergewöhnlich groß ist und die Form eines Dreiecksprismas hat. In unmittelbarer Nähe des Mausoleums befindet sich ein weiteres Mausoleum, das den Leichnam von Bibi Aysulu, der Frau von Gözli Ata enthalten soll. Des Weiteren finden sich neben den Überresten einer Madrasa nahe dem Mausoleum zahlreiche Gräber, unter anderem von Angehörigen des turkmenischen Stammes der Salor, die kunstvolle Gräber mit Grabsteinen in Form bedrohlicher Krieger hinterließen.

## Geschichte
Gözli Ata gilt als einflussreiche Sufi-Lehrer, sein Name wird als Allsehender Vater übersetzt. Dies verweist auf die ihm zugeschriebene Gabe, in die Seelen der Menschen gucken zu können. Hinsichtlich des Lebens und Wirkens des Sufis ist wenig bekannt. Er bereiste zahlreiche arabische Länder und studierte wohl auf dem Gebiet des heutigen Kasachstans, weshalb er bis heute auch dort verehrt wird und Pilger aus Kasachstan sein Grab besuchen. Über die Lebzeiten des Sufis gibt es unterschiedliche Angaben, er lebte aber wohl zwischen dem späten 12. Jahrhundert und dem frühen 14. Jahrhundert nach Christus und galt schon zu Lebzeiten als bedeutender Sufi.
Heute hat das Mausoleum große Bedeutung als Pilgerstätte, an Wochenenden kommen häufig mehrere Hundert Pilger zum Gözli-Ata-Mausoleum. Besonders oft wird das Mausoleum von jungen Frauen besucht, die dort um Fruchtbarkeit und gesunden Nachwuchs bitten. Diese Hoffnung drückt sich auch in zahlreichen Puppen und Babyspielzeugen aus, die Pilger rund um das Mausoleum zurückgelassen haben.